# Алексеевская (станция метро, Москва)
«Алексе́евская» — станция Московского метрополитена. Расположена на Калужско-Рижской линии, между станциями «ВДНХ» и «Рижская». Открыта 1 мая 1958 года в составе участка «Ботанический сад» (ныне «Проспект Мира») — «ВСХВ» (ныне «ВДНХ»).

## История и происхождение названия
Станция открыта 1 мая 1958 года в составе участка «Ботанический сад» (ныне «Проспект Мира») — «ВСХВ» (ныне «ВДНХ»), после ввода в эксплуатацию которого в Московском метрополитене стало 47 станций. На перспективных схемах метро 1954 и 1957 годов, где были изображены проектируемые и строящиеся станции, была указана как «Алексеевская». В начале 1958 года станция стала обозначаться на схеме как «Щербаковская», но перед самым открытием она сменила название на «Мир». Такое необычное название станция получила в честь развернувшегося движения за мир, лозунг которого был задействован в рамках VI Всемирного фестиваля молодежи и студентов, прошедшего за год до этого. 20 июня 1966 года станция была переименована в «Щербаковскую», в честь партийного и государственного деятеля сталинского времени А. С. Щербакова. Осенью 1990 года в поездах появилась схема линий, где вместо «Щербаковской» было указано название «Ново-Алексеевская», но такого названия станция никогда не носила. Современное название станция получила 5 ноября 1990 года, в память о селе Алексеевское на древней Ярославской дороге, известного под Москвой с конца XIV века.
На мемориальной станционной табличке, установленной возле эскалаторного наклона в 2010 году, последнее переименование ошибочно датировано 1991 годом.

## Вестибюль
Имеется один выход в город, расположенный на проспекте Мира и оформленный в виде ротонды. Наземный вестибюль соединён со станционным залом эскалатором. Интересен тот факт, что наклонный ход для эскалаторов на станции возводили снизу вверх (первый известный случай применения подобной технологии в России).
Планируется замена эскалаторов, потребующая закрытия станции примерно на год. Вместо трёх эскалаторов пассажирам станет доступно четыре.

## Архитектура
«Алексеевская» — пилонная станция глубокого заложения (глубина — 51 метр) с тремя сводами. Сооружена по проекту архитекторов С. М. Кравца и Ю. А. Колесниковой. Диаметр центрального зала — 9,5 метров, диаметр боковых залов — 8,5 метров. Обделка из чугунных тюбингов. Конструктивно аналогична станциям «Проспект Мира», «ВДНХ», «Рижская», «Фрунзенская» и «Университет». Поперечное сечение пилонов уменьшено.

## Оформление
Пилоны примерно до половины высоты облицованы белым мрамором «коелга» с горизонтальными декоративными вставками тёмно-зелёного мрамора с шелковистым отливом серпентинита. Верхняя половина пилонов (выше 1,5 м) просто побелена. У основания пилонов установлены лавочки, которые выходят как в сторону центрального зала, так и в сторону платформ.
Путевые стены отделаны керамической плиткой молочно-белого цвета (нижняя часть — керамической плиткой тёмно-зелёного цвета). Пол выложен серым и красным гранитом.
Станцию освещают люстры в виде кругов, подвешенные к потолку. Из их центра расходится множество люминесцентных трубок (аналогично станции «Курская» на Кольцевой линии).

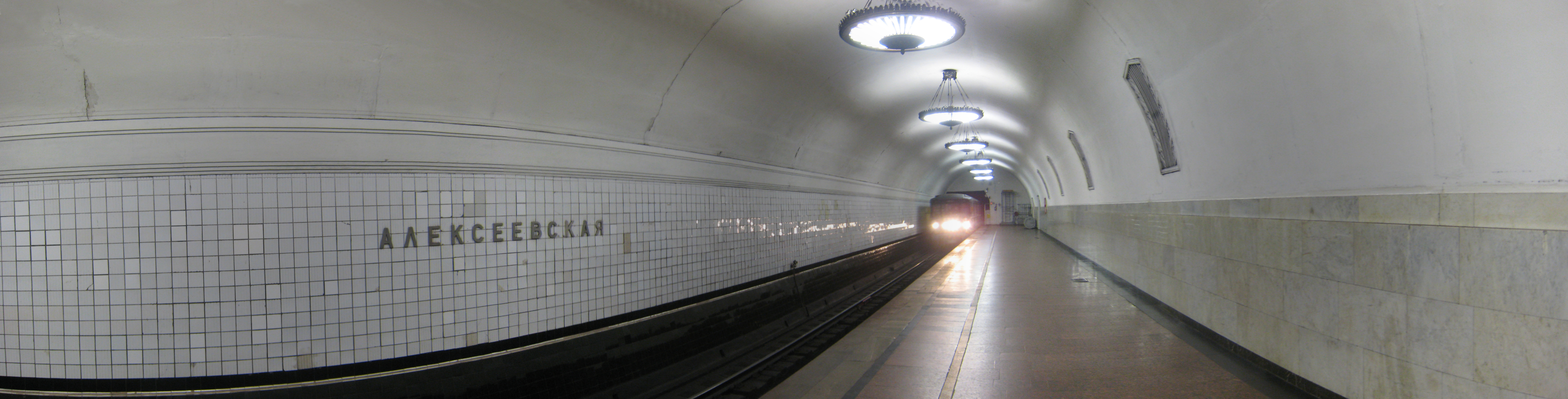
Посадочная платформа (панорама)

## Наземный общественный транспорт
На этой станции можно пересесть на следующие маршруты городского пассажирского транспорта:
- Автобусы: м2, 33, 414, 561, с585, 604, 714, 903, н9

## Станция в цифрах
- Код станции — 091.
- В марте 2002 года пассажиропоток по входу составлял 54 200 человек в сутки.
- Таблица времени прохождения первого поезда через станцию[8]:

| По чётным числам            | Будние дни | Выходные дни |
| По нечётным числам          | Будние дни | Выходные дни |
| В сторону станции «Рижская» | 05:38:00   | 05:40:00     |
| В сторону станции «Рижская» | 05:38:00   | 05:40:00     |
| В сторону станции «ВДНХ»    | 05:55:00   | 05:55:00     |
| В сторону станции «ВДНХ»    | 05:54:00   | 05:53:00     |

## В компьютерных играх
«Алексеевская» воссоздана в дополнении «Metrostroi Subway Simulator» к игре «Garry's Mod» в Steam на карте Crossline Redux с вымышленной линией под вымышленным названием «Международная» (также существующее в Петербургском метрополитене), «игроками-энтузиастами» смоделирована и подключена к системе СЦБ с основным средством сигнализации в виде автоблокировки со светофорами и защитными участками, дополненной АЛС-АРС (такая же присутствует и в реальности на Калужско-Рижской линии) и функционирует в виде аддонов в Steam Workshop. Дополнение отличается от других компьютерных симуляторов поезда высокой реалистичностью и широкой кастомизацией каких-либо действий. В дополнении у станции есть несуществующее в реальности путевое развитие в виде оборотного тупика, поскольку на вымышленной линии она является конечной.

## Галерея

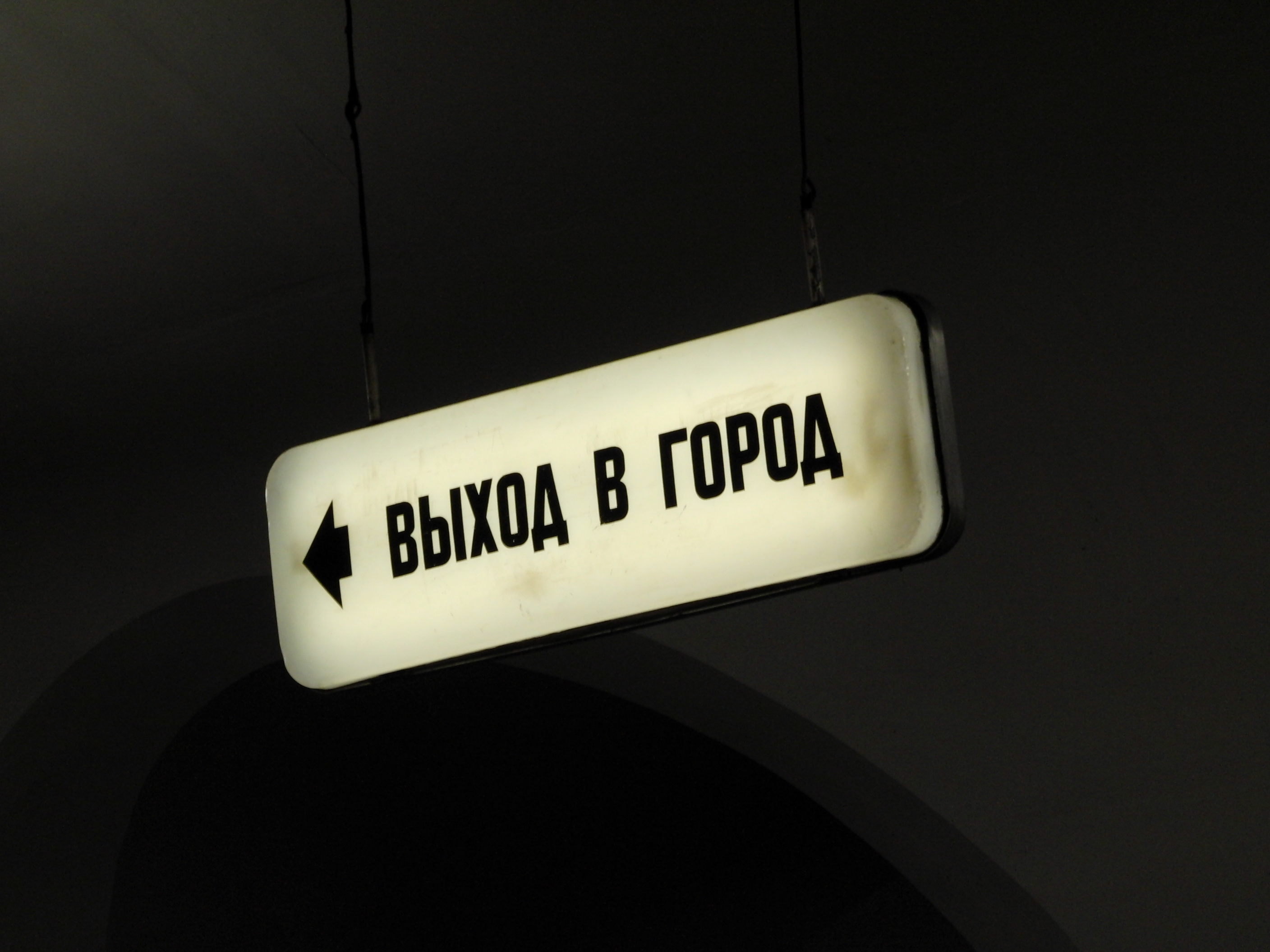
Указатель «Выход в город». 24 ноября 2010 года
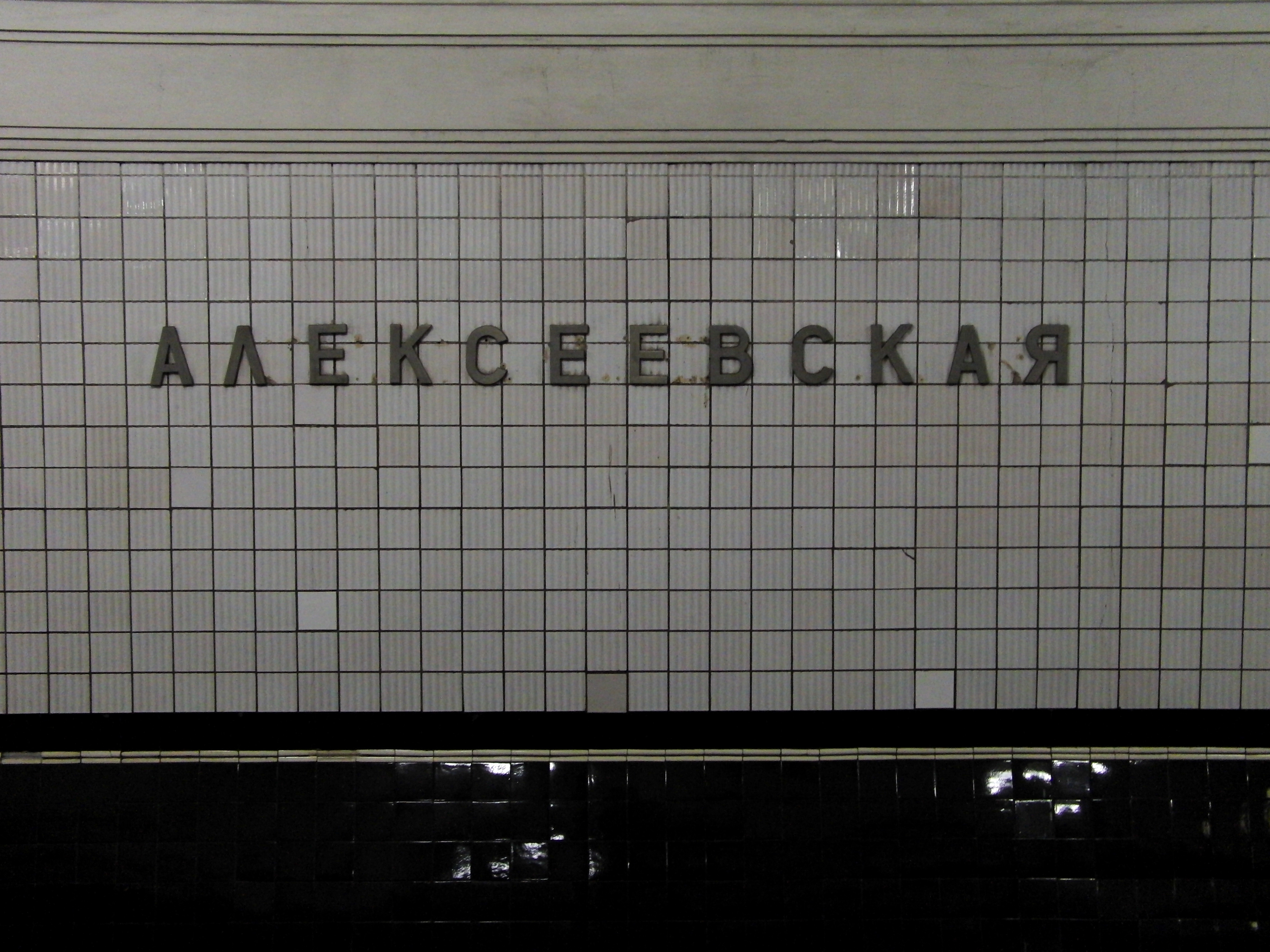
Название станции на путевой стене
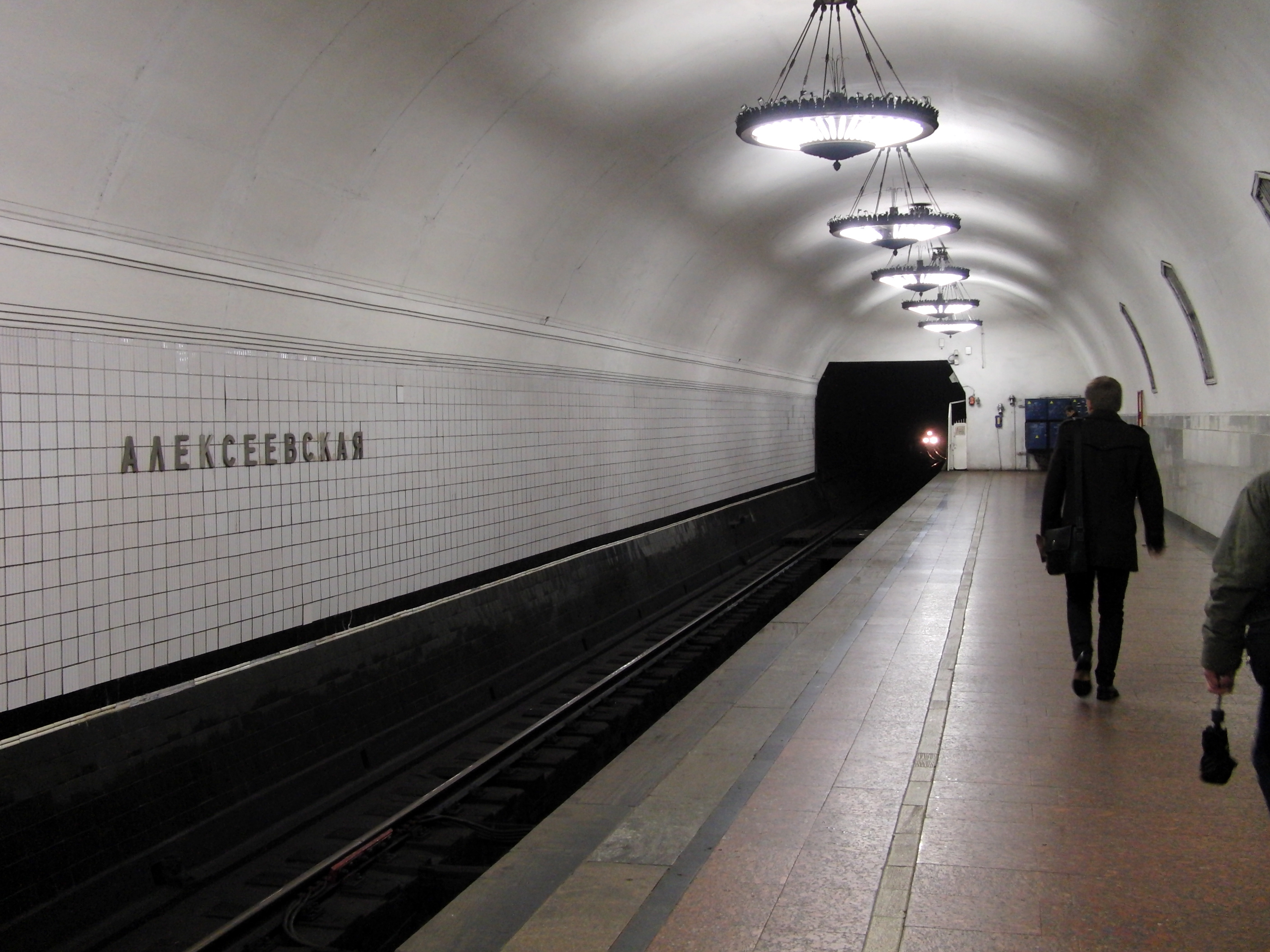
Посадочная платформа. 24 ноября 2010 года